# Hunyadi-állás
A Hunyadi-állás egy második világháborús erődrendszer volt, az Északkeleti-Kárpátok hágóit lezáró erődítések legkülső vonala.

## Elhelyezkedése és szerepe
1941-ben Galíciában, a román határ (a Cseremosz folyó) és a Lengyel Főkormányzóság határa (a San folyó) között munkaszolgálatos alakulatokkal létesítették a Hunyadi-állást, az erődítések legkülső vonalát, az Északkeleti-Kárpátokba vezető völgyek bejáratánál. A német Észak-Ukrajna Hadseregcsoport parancsnoksága szorgalmazta a Hunyadi-állás előretolt állásának kiépítését. A Hunyadi-állásnál állították meg kemény harcokban a Vörös Hadsereget, amely 1944. augusztus 5. és szeptember 8. között védelembe ment át. 1944. július második felében a 4. Ukrán Front elől az 1. magyar hadsereg és a XI. német hadtest a Hunyadi-állásba vonult vissza, majd augusztusban a Hunyadi-állásra támaszkodva az Árpád-vonalba.